# Lee Vertongen
Lee Vertongen (Palmerston North, Manawatu-Wanganui, 22 de gener de 1975) és un ciclista neozelandès que combinà la carretera amb la pista. Del seu palmarès destaca el Campionat de Nova Zelanda en contrarellotge.

## Palmarès en ruta
- 1997
  - Campió d'Oceania de contrarellotge
- 2000
  -  Campió de Nova Zelanda en contrarellotge

## Palmarès en pista

### Resultats a laCopa del Món
- 2000
  - 1r a Cali i a Ipoh, en Persecució per equips
- 2001
  - 1r a Cali, en Persecució per equips
- 2002
  - 1r a Sydney, en Persecució per equips
- 2003
  - 1r a Sydney, en Persecució per equips